# Iglesia de la Asunción de María (Castellfort)
La iglesia parroquial de la Asunción de María, sita en la plaza Mayor de Castellfort, en la comarca dels Ports en la provincia de Castellón, es un lugar de culto declarado de modo genérico Bien de Relevancia Local, en la categoría de Monumento de interés local, según la Disposición Adicional Quinta de la Ley 5/2007, de 9 de febrero, de la Generalitat, de modificación de la Ley 4/1998, de 11 de junio, del Patrimonio Cultural Valenciano (DOCV Núm. 5.449 / 13/02/2007), con código autonómico 12.01.038-001. La parroquia pertenece al arciprestazgo dels Ports-Maestrat, del Obispado de Tortosa.

## Descripción

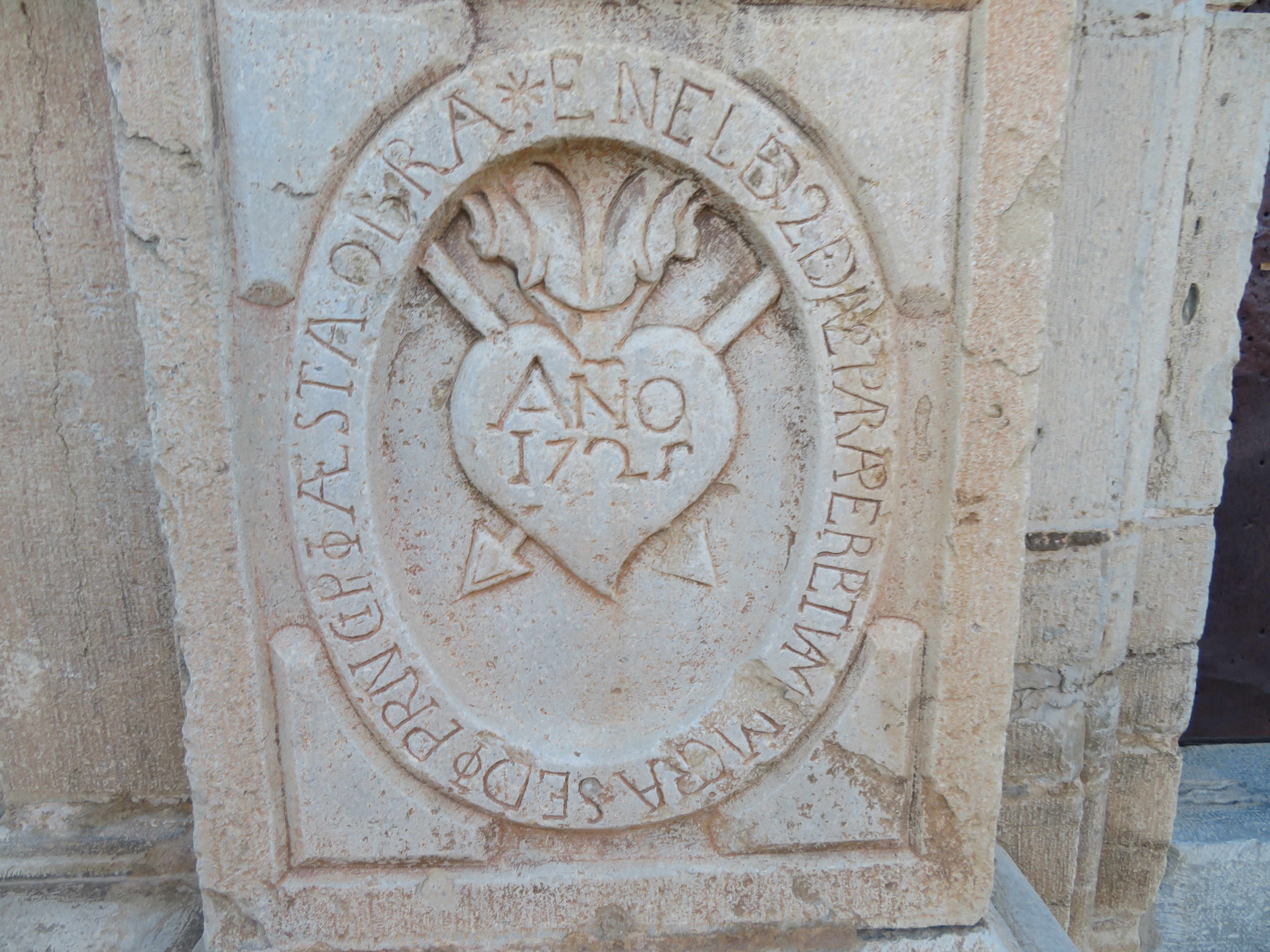
Bajorrelieve con inscripción fundacional esculpido en la fachada de la iglesia parroquial de Castellfort.

El templo se construyó en el solar de otro templo anterior, del que todavía se ven restos esculpidos de su retablo en un lateral exterior; bajo la dirección de Jaime Asensio.
El edificio presenta de tres naves, con crucero en forma de cruz latina. Las tres primeras crujías quedan separadas con arcos de ladrillo apoyados en pilastras, sobre las que descansa la cubierta de estructura de madera que externamente termina a dos aguas.
Sobre la puerta de entrada (que es de estilo barroco y en parte porticada) se sitúa el coro alto, al que se accede por una escalera lateral.
El crucero está situado en la cuarta crujía y está cubierto por una cúpula rebajada de bóveda tabicada, como en el resto de las crujías.

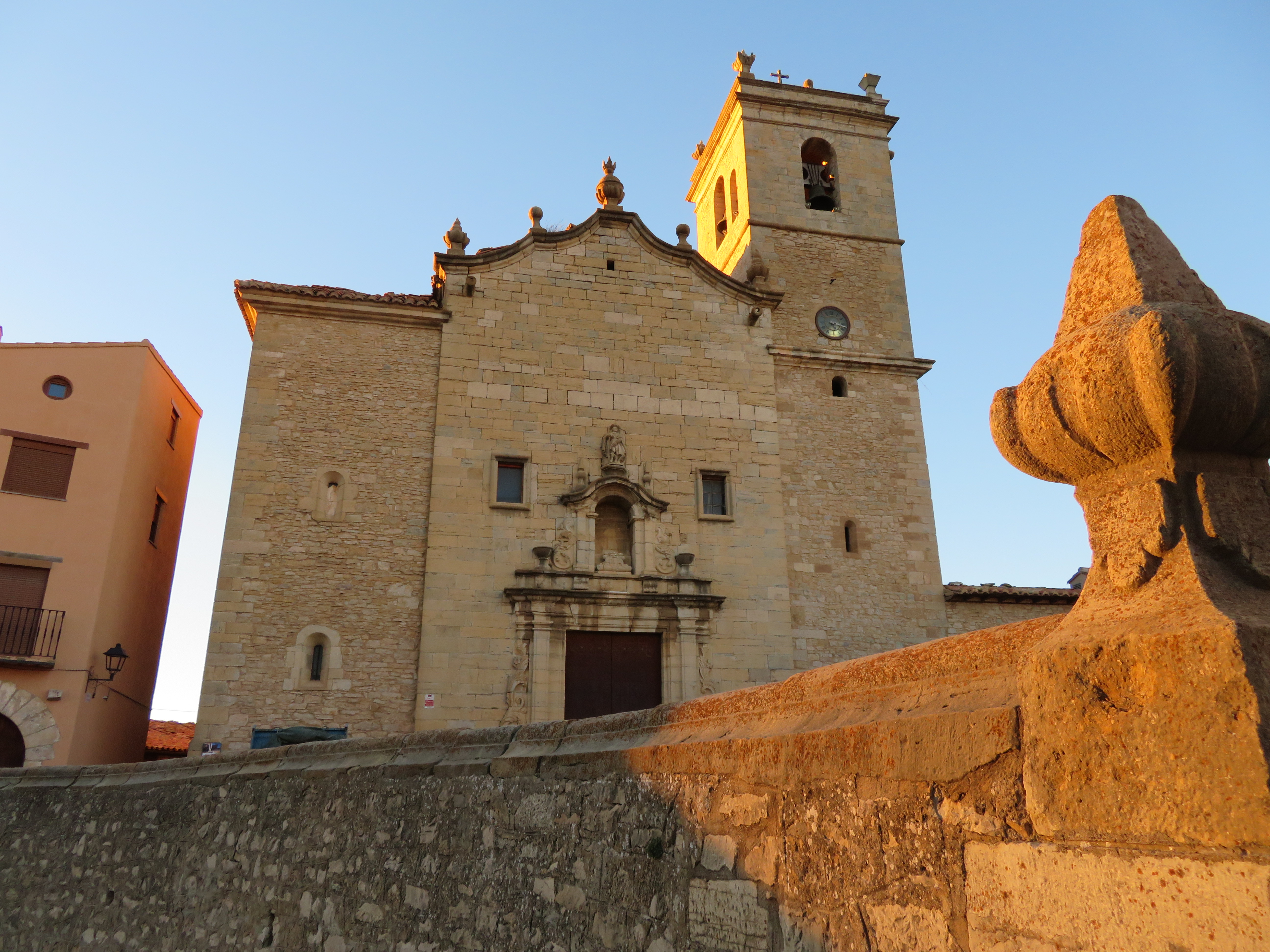
Iglesia parroquial de Castellfort.

La zona del presbiterio termina en un ábside que se cubre en la nave central con una semicúpula de bóveda tabicada.
Las naves laterales se usan una como sacristía y otra, más pequeña, como capilla.
Externamente la fachada principal presenta tres cuerpos. El central, de fábrica de sillería, forma una portada barroca con esculturas, rematada con una cornisa mixtilínea, que termina en unos pináculos.
En cuanto a los cuerpos laterales, de fábrica de mampostería reforzada en las esquinas con sillería, presentan tres cuerpos a modo de torres campanarios, uno de ellos a falta de finalizar.
Respecto a su interior, no queda nada del retablo mayor, y algunas piezas de orfebrería: como un cáliz del siglo XV con punzón de Morella; una cruz procesional mayor; también han desaparecido. De sus tesoros sólo queda una capa pluvial con capillo bordado que representa la Cena del Señor, datada del siglo XV.

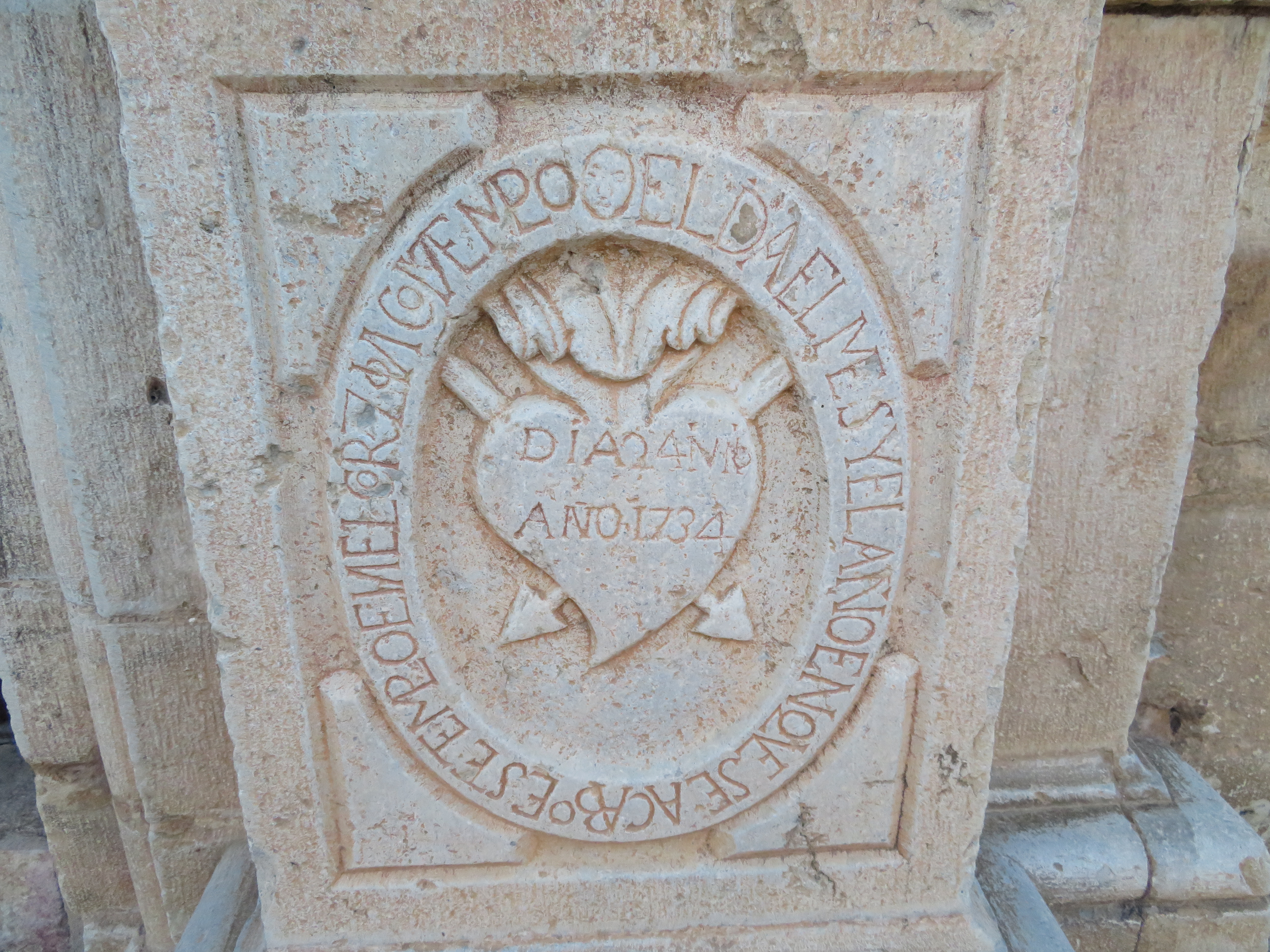
Bajorrelieve de temática fundacional esculpido en la fachada de la iglesia parroquial de Castellfort.